# Thomasomys rosalinda
Thomasomys rosalinda (Thomas & St.Leger, 1926) è un roditore della famiglia dei Cricetidi endemico del Perù.

## Descrizione

### Dimensioni
Roditore di piccole dimensioni, con la lunghezza della testa e del corpo di 135 mm, la lunghezza della coda di 170 mm, la lunghezza del piede di 24,5 mm, la lunghezza delle orecchie di 20,5 mm.

### Aspetto
La pelliccia è lunga. Le parti dorsali sono grigio-rossastre, più grigiastre sulla testa, le guance ed il collo, più rossastre sulla groppa e gli arti, mentre le parti ventrali sono fulvo-brunastre con una macchia rossastra sul petto. La base dei peli è ovunque grigiastra. Il naso è grigio-rossastro con delle macchie scure alla base delle vibrisse. Le orecchie sono relativamente corte, brunastre e ricoperte di lunghi peli alla base. Il dorso delle zampe è fulvo-argentato, con le dita più scure. Gli artigli sono nascosti da ciuffi di peli bianco-argentati. La coda è  più lunga della testa e del corpo, è uniformemente brunastra e ricoperta di corti peli.

## Distribuzione e habitat
Questa specie è conosciuta soltanto attraverso un individuo catturato nella regione peruviana settentrionale di Amazonas.
Vive nelle foreste montane.

## Conservazione
La IUCN Red List, considerata l'assenza di informazioni recenti circa lo stato della popolazione e i requisiti ecologici, classifica T.rosalinda come specie con dati insufficienti (DD).